# Parafia św. Macieja we Wrocławiu
Parafia św. Macieja we Wrocławiu (Centralny Ośrodek Duszpasterstwa Akademickiego) – znajduje się w dekanacie Wrocław Katedra w archidiecezji wrocławskiej. Erygowana w XVI wieku.
Obsługiwana przez księży archidiecezjalnych. Jej proboszczem jest ks. mgr Mirosław Maliński RM rektor kościoła św. Macieja, Diecezjalny Duszpasterz Akademicki.

## Parafialne księgi metrykalne
| Księgi metrykalne | Okres ewidencji |
| ----------------- | --------------- |
| chrztów           | 1630 -          |
| ślubów            | 1630 -          |
| zgonów            | 1698 -          |